# Onthophagus derasus
Onthophagus derasus là một loài bọ cánh cứng trong họ Bọ hung (Scarabaeidae).